# Fussballclub Winterthur 2021-2022
Questa voce raccoglie le informazioni riguardanti il Fussballclub Winterthur nelle competizioni ufficiali della stagione 2021-2022.

## Stagione
Nella stagione 2021-2022 il Winterthur, allenato da Ralf Loose, Dario Zuffi e Alexander Frei, concluse il campionato di Challenge League al 1º posto e fu promosso in Super League. In Coppa Svizzera il Winterthur fu eliminato al secondo turno dall'Étoile Carouge.

## Rosa
| N. |                           | Ruolo | Calciatore        |
| -- | ------------------------- | ----- | ----------------- |
| 1  | Svizzera (bandiera)       | P     | Raphael Spiegel   |
| 3  | Svizzera (bandiera)       | D     | Tobias Schättin   |
| 4  | Germania (bandiera)       | D     | Gabriel Isik      |
| 4  | Svizzera (bandiera)       | D     | Granit Lekaj      |
| 5  | Svizzera (bandiera)       | D     | Roy Gelmi         |
| 6  | Svizzera (bandiera)       | D     | Marin Cavar       |
| 7  | Kosovo (bandiera)         | C     | Gëzim Pepsi       |
| 7  | Svizzera (bandiera)       | A     | Neftali Manzambi  |
| 8  | Serbia (bandiera)         | C     | Samir Ramizi      |
| 9  | Svizzera (bandiera)       | A     | Roman Buess       |
| 10 | Svizzera (bandiera)       | C     | Roberto Alves     |
| 14 | Svizzera (bandiera)       | C     | Thibault Corbaz   |
| 15 | Svizzera (bandiera)       | D     | Michael Gonçalves |
| 16 | Svizzera (bandiera)       | C     | Remo Arnold       |
| 17 | Svizzera (bandiera)       | A     | Samuel Ballet     |
| 18 | Svizzera (bandiera)       | P     | Gianluca Tolino   |
| 18 | Costa d'Avorio (bandiera) | D     | Souleymane Diaby  |

| N. |                     | Ruolo | Calciatore         |
| -- | ------------------- | ----- | ------------------ |
| 19 | Svizzera (bandiera) | D     | Adrian Gantenbein  |
| 20 | Germania (bandiera) | D     | Florian Baak       |
| 20 | Svizzera (bandiera) | C     | Carmine Chiappetta |
| 21 | Svizzera (bandiera) | A     | Kevin Costinha     |
| 24 | Tunisia (bandiera)  | C     | Sayfallah Ltaief   |
| 25 | Svizzera (bandiera) | C     | Carmine Chiappetta |
| 26 | Svizzera (bandiera) | D     | Silvan Kriz        |
| 27 | Svizzera (bandiera) | A     | Dimitri Volkart    |
| 32 | Svizzera (bandiera) | C     | Sandro di Nucci    |
| 33 | Svizzera (bandiera) | D     | Noah Lovisa        |
| 34 | Svizzera (bandiera) | D     | Pascal Hammer      |
| 35 | Svizzera (bandiera) | C     | Arlind Dakaj       |
| 36 | Kosovo (bandiera)   | P     | Jozef Pukaj        |
| 77 | Kosovo (bandiera)   | C     | Eris Abedini       |
|    | Kosovo (bandiera)   | A     | Shkelqim Demhasaj  |
|    | Svizzera (bandiera) | A     | Tician Tushi       |

## Organigramma societario
Area tecnica
- Allenatore: Alexander Frei
- Allenatore in seconda: Davide Callà, Manuel Fässler, Dario Zuffi
- Preparatore dei portieri: Stephan Lehmann
- Preparatori atletici:

## Calciomercato

### Sessione estiva
| Acquisti | Acquisti         | Acquisti        | Acquisti |
| R.       | Nome             | da              | Modalità |
| -------- | ---------------- | --------------- | -------- |
| D        | Marin Cavar      | Chievo          |          |
| D        | Roy Gelmi        | VVV-Venlo       |          |
| C        | Thibault Corbaz  | Xamax Neuchâtel |          |
| A        | Neftali Manzambi | Sporting Gijón  |          |
| D        | Souleymane Diaby | Gagnoa          |          |
| D        | Noah Lovisa      | Sion            |          |
| P        | Jozef Pukaj      | Basilea         |          |
| D        | Tobias Schättin  | Zurigo          |          |

| Cessioni | Cessioni               | Cessioni             | Cessioni |
| R.       | Nome                   | a                    | Modalità |
| -------- | ---------------------- | -------------------- | -------- |
| D        | Pascal Schüpbach       | Thun Berner Oberland |          |
| D        | Etnik Nezaj            | YF Juventus          |          |
| P        | Alexander Muci         | Lugano               |          |
| C        | Anes Omerović          | Dornbirn             |          |
| C        | Adrian Rama-Bitterfeld | Villingen            |          |

### Sessione invernale
| Acquisti | Acquisti           | Acquisti     | Acquisti |
| R.       | Nome               | da           | Modalità |
| -------- | ------------------ | ------------ | -------- |
| A        | Shkelqim Demhasaj  | Grasshoppers |          |
| C        | Carmine Chiappetta | Basilea      |          |
| A        | Tician Tushi       | Basilea      |          |
| C        | Eris Abedini       | Chiasso      |          |

| Cessioni | Cessioni | Cessioni | Cessioni |
| R.       | Nome     | a        | Modalità |
| -------- | -------- | -------- | -------- |

## Risultati

### Challenge League

#### Prima fase, girone di andata
| Arbitro: | von Mandach |

|           |           |                  |
| Hadji 45’ | Marcatori | 71’ (rig.) Buess |

| Arbitro: | Kanagasingam |

|                                   |           |                   |
| Schättin 28’ Ramizi 56’ Buess 86’ | Marcatori | 49’ (rig.) Fazliu |

| Arbitro: | Thies |

|              |           |                  |
| Krasniqi 25’ | Marcatori | 51’ (rig.) Buess |

| Arbitro: | Wolfensberger |

|                                   |           |  |
| Manzambi 2’, 31’ Buess 68’ (rig.) | Marcatori |  |

| Arbitro: | Drmic |

|                              |           |                                  |
| Mulaj 14’ Avdijaj 45’ (rig.) | Marcatori | 24’ Lekaj 27’ Alves 69’ Manzambi |

| Arbitro: | Dudic |

|                     |           |             |
| Ramizi 8’ Buess 17’ | Marcatori | 85’ Mafouta |

| Arbitro: | Turkes |

|                   |           |  |
| Gajić 13’ Hug 37’ | Marcatori |  |

| Winterthur 24 settembre 2021, ore 20:30 CEST 8ª giornata | Winterthur | 0 – 0 referto | Aarau | Stadion Schützenwiese (4 500 spett.)\| Arbitro: \| Staubli \| |
| Arbitro:                                                 | Staubli    |               |       |                                                               |

| Arbitro: | Wolfensberger |

|                  |           |  |
| Buess 43’ (rig.) | Marcatori |  |

#### Prima fase, girone di ritorno
| Arbitro: | Fähndrich |

|  |           |                             |
|  | Marcatori | 48’ (rig.) Buess 61’ Ramizi |

| Arbitro: | von Mandach |

|                                                              |           |             |
| Buess 15’ (rig.), 66’ Ramizi 17’ Manzambi 25’, 51’ Nucci 83’ | Marcatori | 30’ Goelzer |

| Arbitro: | Piccolo |

|            |           |              |
| Nuzzolo 3’ | Marcatori | 39’ Manzambi |

| Winterthur 5 novembre 2021, ore 20:30 CET 13ª giornata | Winterthur | 0 – 0 referto | Stade Lausanne-Ouchy | Stadion Schützenwiese (4 000 spett.)\| Arbitro: \| Dudic \| |
| Arbitro:                                               | Dudic      |               |                      |                                                             |

| Arbitro: | Turkes |

|                    |           |                   |
| Blum 15’ Vladi 74’ | Marcatori | 63’ (rig.) Ramizi |

| Arbitro: | Wolfensberger |

|                      |           |                                                    |
| Ramizi 13’ Diaby 60’ | Marcatori | 7’, 48’ Prtajin 38’ (rig.), 58’ Ardaiz 62’ Bislimi |

| Arbitro: | Gianforte |

|                             |           |  |
| Spadanuda 27’ Schneider 43’ | Marcatori |  |

| Arbitro: | Huwiler |

|                                       |           |                                                                       |
| Lukembila 17’ Bahloul 41’ Zumberi 48’ | Marcatori | 14’ Ltaief 29’ (rig.) Buess 60’ Manzambi 67’ Isik 81’ (aut.) Talabidi |

| Arbitro: | von Mandach |

|                        |           |                         |
| Alves 70’ Schättin 76’ | Marcatori | 7’, 58’ Rapp 38’ Simani |

#### Seconda fase, girone di andata
| Arbitro: | Turkes |

|                                       |           |  |
| Harambasic 11’ (aut.) Ballet 61’, 81’ | Marcatori |  |

| Vaduz 4 febbraio 2022, ore 20:15 CET 20ª giornata | Vaduz   | 0 – 0 referto | Winterthur | Rheinpark (1 669 spett.)\| Arbitro: \| Schärli \| |
| Arbitro:                                          | Schärli |               |            |                                                   |

| Arbitro: | Gianforte |

|                                               |           |  |
| Alves 57’ (rig.), 60’ Demhasaj 65’ Ramizi 89’ | Marcatori |  |

| Arbitro: | Wolfensberger |

|                              |           |                                      |
| Fatkič 24’ (rig.) Hasler 61’ | Marcatori | 41’, 57’ Alves 70’ Ramizi 87’ Ballet |

| Arbitro: | Piccolo |

|                                |           |                 |
| Padula 10’ Ardaiz 49’ Lika 63’ | Marcatori | 36’, 71’ Corbaz |

| Arbitro: | von Mandach |

|                            |           |  |
| Alves 81’ (rig.) Tushi 90’ | Marcatori |  |

| Arbitro: | Odiet |

|                                 |           |           |
| Hefti 29’ Labeau 33’ Kamber 80’ | Marcatori | 60’ Tushi |

| Arbitro: | Cibelli |

|                                                    |           |                          |
| Alves 11’ (rig.) Abedini 24’ Corbaz 88’ Ballet 90’ | Marcatori | 4’ Bergsma 15’ Spadanuda |

| Neuchâtel 18 marzo 2022, ore 19:30 CET 27ª giornata | Xamax Neuchâtel | 0 – 0 referto | Winterthur | La Maladière (3 038 spett.)\| Arbitro: \| Turkes \| |
| Arbitro:                                            | Turkes          |               |            |                                                     |

#### Seconda fase, girone di ritorno
| Arbitro: | Piccolo |

|                             |           |           |
| Ltaief 72’ Alves 85’ (rig.) | Marcatori | 38’ Qarri |

| Arbitro: | Fähndrich |

|  |           |                                |
|  | Marcatori | 26’ Ltaief 39’ Tushi 78’ Buess |

| Arbitro: | Schärli |

|                                           |           |                       |
| Ltaief 29’ Lekaj 57’ Buess 66’ Ballet 90’ | Marcatori | 16’ Giusto 54’ Sutter |

| Arbitro: | von Mandach |

|                             |           |                        |
| Mobulu 61’ Diaby 66’ (aut.) | Marcatori | 6’ Ramizi 74’ Manzambi |

| Arbitro: | Fähndrich |

|                  |           |             |
| Buess 63’ (rig.) | Marcatori | 9’ González |

| Arbitro: | Staubli |

|                     |           |                       |
| Alves 9’ Ramizi 90’ | Marcatori | 17’ Hasler 35’ Gerndt |

| Arbitro: | Bieri |

|                  |           |                  |
| Lekaj 40’ (aut.) | Marcatori | 53’ (rig.) Alves |

| Arbitro: | Kanagasingam |

|                                     |           |            |
| Buess 3’ (rig.) Lekaj 24’ Tushi 79’ | Marcatori | 17’ Surdez |

| Arbitro: | von Mandach |

|  |           |                                                                |
|  | Marcatori | 26’, 61’ Buess 33’ Ltaief 75’ (rig.) Alves 85’ (rig.) Demhasaj |

### Coppa Svizzera
| Arbitro: | Thies |

|  |           |                                                                |
|  | Marcatori | 32’ (rig.) Buess 53’ Baak 62’ Isik 76’, 86’ Ballet 79’ Volkart |

| Arbitro: | Gianforte |

|                                |           |              |
| Kursner 2’ Mettler 23’ Dia 61’ | Marcatori | 36’ Schättin |

## Statistiche

### Statistiche di squadra
| Competizione     | Punti | In casa | In casa | In casa | In casa | In casa | In casa | In trasferta | In trasferta | In trasferta | In trasferta | In trasferta | In trasferta | Totale | Totale | Totale | Totale | Totale | Totale | DR  |
| Competizione     | Punti | G       | V       | N       | P       | Gf      | Gs      | G            | V            | N            | P            | Gf           | Gs           | G      | V      | N      | P      | Gf     | Gs     | DR  |
| ---------------- | ----- | ------- | ------- | ------- | ------- | ------- | ------- | ------------ | ------------ | ------------ | ------------ | ------------ | ------------ | ------ | ------ | ------ | ------ | ------ | ------ | --- |
| Challenge League | 65    | 18      | 12      | 4       | 2       | 44      | 20      | 18           | 6            | 7            | 5            | 32           | 25           | 36     | 18     | 11     | 7      | 76     | 45     | +31 |
| Coppa Svizzera   | -     | 0       | 0       | 0       | 0       | 0       | 0       | 2            | 1            | 0            | 1            | 7            | 3            | 2      | 1      | 0      | 1      | 7      | 3      | +4  |
| Totale           | 65    | 18      | 12      | 4       | 2       | 44      | 20      | 20           | 7            | 7            | 6            | 39           | 28           | 38     | 19     | 11     | 8      | 83     | 48     | +35 |

### Andamento in campionato
| Giornata  | 1 | 2 | 3 | 4 | 5 | 6 | 7 | 8 | 9 | 10 | 11 | 12 | 13 | 14 | 15 | 16 | 17 | 18 | 19 | 20 | 21 | 22 | 23 | 24 | 25 | 26 | 27 | 28 | 29 | 30 | 31 | 32 | 33 | 34 | 35 | 36 |
| --------- | - | - | - | - | - | - | - | - | - | -- | -- | -- | -- | -- | -- | -- | -- | -- | -- | -- | -- | -- | -- | -- | -- | -- | -- | -- | -- | -- | -- | -- | -- | -- | -- | -- |
| Luogo     | T | C | T | C | T | C | T | C | C | T  | C  | T  | C  | T  | C  | T  | T  | C  | C  | T  | C  | T  | T  | C  | T  | C  | T  | C  | T  | C  | T  | C  | C  | T  | C  | T  |
| Risultato | N | V | N | V | V | V | P | N | V | V  | V  | N  | N  | P  | P  | P  | V  | P  | V  | N  | V  | V  | P  | V  | P  | V  | N  | V  | V  | V  | N  | N  | N  | N  | V  | V  |
| Posizione | 4 | 3 | 5 | 3 | 2 | 1 | 2 | 2 | 1 | 1  | 1  | 1  | 1  | 1  | 1  | 2  | 2  | 3  | 2  | 3  | 2  | 2  | 2  | 2  | 2  | 2  | 2  | 2  | 1  | 1  | 1  | 1  | 3  | 3  | 2  | 1  |

Legenda:

Luogo: C = Casa; T = Trasferta. Risultato: V = Vittoria; N = Pareggio; P = Sconfitta.

### Statistiche dei giocatori
| Giocatore     | Challenge League | Challenge League | Challenge League | Challenge League | Coppa Svizzera | Coppa Svizzera | Coppa Svizzera | Coppa Svizzera | Totale   | Totale | Totale      | Totale     |
| Giocatore     | Presenze         | Reti             | Ammonizioni      | Espulsioni       | Presenze       | Reti           | Ammonizioni    | Espulsioni     | Presenze | Reti   | Ammonizioni | Espulsioni |
| ------------- | ---------------- | ---------------- | ---------------- | ---------------- | -------------- | -------------- | -------------- | -------------- | -------- | ------ | ----------- | ---------- |
| E. Abedini    | 18               | 1                | 3                | 0                | 0              | 0              | 0              | 0              | 18       | 1      | 3           | 0          |
| R. Alves      | 33               | 12               | 6                | 0                | 2              | 0              | 1              | 0              | 35       | 12     | 7           | 0          |
| R. Arnold     | 19               | 0                | 4                | 0                | 2              | 0              | 0              | 0              | 21       | 0      | 4           | 0          |
| F. Baak       | 11               | 0                | 4                | 0                | 2              | 1              | 0              | 0              | 13       | 1      | 4           | 0          |
| S. Ballet     | 32               | 5                | 4                | 0                | 2              | 2              | 0              | 0              | 34       | 7      | 4           | 0          |
| R. Buess      | 26               | 16               | 3                | 0                | 2              | 1              | 0              | 0              | 28       | 17     | 3           | 0          |
| M. Cavar      | 0                | 0                | 0                | 0                | 0              | 0              | 0              | 0              | 0        | 0      | 0           | 0          |
| C. Chiappetta | 4                | 0                | 0                | 0                | 0              | 0              | 0              | 0              | 4        | 0      | 0           | 0          |
| T. Corbaz     | 33               | 3                | 9                | 0                | 2              | 0              | 1              | 0              | 35       | 3      | 10          | 0          |
| K. Costinha   | 0                | 0                | 0                | 0                | 0              | 0              | 0              | 0              | 0        | 0      | 0           | 0          |
| A. Dakaj      | 11               | 0                | 3                | 0                | 0              | 0              | 0              | 0              | 11       | 0      | 3           | 0          |
| S. Demhasaj   | 8                | 2                | 1                | 0                | 0              | 0              | 0              | 0              | 8        | 2      | 1           | 0          |
| S. Diaby      | 26               | 1                | 5                | 0                | 2              | 0              | 0              | 0              | 28       | 1      | 5           | 0          |
| I. Emeghara   | 0                | 0                | 0                | 0                | 0              | 0              | 0              | 0              | 0        | 0      | 0           | 0          |
| A. Gantenbein | 19               | 0                | 2                | 0                | 1              | 0              | 0              | 0              | 20       | 0      | 2           | 0          |
| R. Gelmi      | 31               | 0                | 2                | 0                | 1              | 0              | 0              | 0              | 32       | 0      | 2           | 0          |
| M. Gonçalves  | 22               | 0                | 6                | 1                | 1              | 0              | 0              | 0              | 23       | 0      | 6           | 1          |
| P. Hammer     | 1                | 0                | 0                | 0                | 0              | 0              | 0              | 0              | 1        | 0      | 0           | 0          |
| G. Isik       | 23               | 1                | 5                | 0                | 1              | 1              | 0              | 0              | 24       | 2      | 5           | 0          |
| S. Kriz       | 7                | 0                | 0                | 1                | 1              | 0              | 0              | 0              | 8        | 0      | 0           | 1          |
| G. Lekaj      | 34               | 3                | 5                | 0                | 1              | 0              | 0              | 0              | 35       | 3      | 5           | 0          |
| N. Lovisa     | 0                | 0                | 0                | 0                | 0              | 0              | 0              | 0              | 0        | 0      | 0           | 0          |
| S. Ltaief     | 34               | 5                | 3                | 1                | 2              | 0              | 0              | 0              | 36       | 5      | 3           | 1          |
| N. Manzambi   | 29               | 8                | 4                | 0                | 2              | 0              | 0              | 0              | 31       | 8      | 4           | 0          |
| S. Nucci      | 1                | 1                | 0                | 0                | 0              | 0              | 0              | 0              | 1        | 1      | 0           | 0          |
| G. Pepsi      | 3                | 0                | 0                | 0                | 0              | 0              | 0              | 0              | 3        | 0      | 0           | 0          |
| J. Pukaj      | 1                | 0                | 0                | 0                | 0              | 0              | 0              | 0              | 1        | 0      | 0           | 0          |
| S. Ramizi     | 34               | 10               | 8                | 0                | 2              | 0              | 0              | 0              | 36       | 10     | 8           | 0          |
| T. Schättin   | 24               | 2                | 3                | 0                | 2              | 1              | 0              | 0              | 26       | 3      | 3           | 0          |
| R. Spiegel    | 35               | 0                | 3                | 0                | 2              | 0              | 0              | 0              | 37       | 0      | 3           | 0          |
| G. Tolino     | 0                | 0                | 0                | 0                | 0              | 0              | 0              | 0              | 0        | 0      | 0           | 0          |
| T. Tushi      | 18               | 4                | 2                | 0                | 0              | 0              | 0              | 0              | 18       | 4      | 2           | 0          |
| D. Volkart    | 3                | 0                | 0                | 0                | 1              | 1              | 0              | 0              | 4        | 1      | 0           | 0          |